# زمین‌لرزه ۱۹۹۲ لاندرز
زمین‌لرزه لاندرز  در تاریخ ۲۸ ژوئن ۱۹۹۲ میلادی، برابر با ‎۷ تیر ۱۳۷۱، ساعت ۱۱:۵۷:۳۴ به زمان یوتی‌سی در ایالات متحده امریکا ، منطقه لاندرز رخ داد. ژرفای این زلزله ۱۱٫۱ کیلومتر بود، و بزرگی آن ۷٫۳ در مقیاس Mw اعلام شده‌است. زمین‌لرزه به وقت محلی در روز یکشنبه، ساعت ۳ روی داده و منطقه زمانی آن یوتی‌سی -۸ بوده‌است (با لحاظ تغییر ساعت تابستانی).
سازمان زمین‌شناسی آمریکا نیز رومرکز این زمین‌لرزه را در مختصات ۳۴°۱۲′۰۴″شمالی ۱۱۶°۲۶′۱۰″غربی / ۳۴٫۲۰۱°شمالی ۱۱۶٫۴۳۶°غربی و ژرفای آنرا در ۱ کیلومتر گزارش کرده‌است. بزرگی برگزیدهٔ این سازمان از میان بزرگیهای محاسبه‌شدهٔ مختلف ۷٫۳ در مقیاس Mw بوده و از دید اثر، در میان چهار دسته‌بندی «نامحسوس»، «محسوس»، «زیان‌آور» یا «با تلفات»، زلزله را «با تلفات» اعلام کرده‌است.
پروژهٔ «تنسور گشتاور مرکزوار» زاویه‌های (راستا، شیب، ریک) گسل سازندهٔ زمین‌لرزه و صفحه عمود بر آنرا (°۳۴۱، °۷۰، °۱۷۲-) یا (°۲۴۸، °۸۲، °۲۰-) و نوع گسل را «امتدادلغز» فرارسانده‌است.
شمار کشتگان زلزله حدود ۱ نفر بوده‌است.تعداد زخمیان ۴۰۰ نفر برآورده شده‌است.